# Byšice
Byšice (en allemand : Bischitz) est une commune du district de Mělník, dans la région de Bohême-Centrale, en République tchèque. Sa population s'élevait à 1 395 habitants en 2020.

## Géographie
Byšice se trouve à 11 km au sud-est de Mělník et à 29 km au nord-est de Prague.
La commune de Byšice est limitée par Hostín et Mělnické Vtelno au nord, par Kropáčo et Košátky à l'est, par Čečelice au sud et par Liblice à l'ouest.

## Histoire
La première mention écrite de la localité date de 1321.